# Miniopteridae
Miniopteridae es una familia de quirópteros de distribución mundial, incluida dentro de la superfamilia Vespertilionoidea. La posición taxonómica de esta familia, Miniopteridae, ha estado en discusión hasta hace poco. 

## Géneros
Está compuesta por un solo género:
- Miniopterus, Bonaparte, 1837.